# كيوبيز
كيوبيز أو كيوبيس (بالإنجليزية: Steinberg Cubase) هو محطة عمل صوتيات رقمية (DAW) من تطوير شركة Steinberg الألمانية. يُعتبر كيوبيز واحدًا من أشهر وأكثر برامج المونتاج الصوتي احترافية في صناعة الموسيقى، حيث يُستخدم في إنتاج الموسيقى، التسجيل، المونتاج، والتحرير الصوتي، بالإضافة إلى الخلط والتوزيع. يتميز كيوبيز بتقديمه لمجموعة واسعة من الأدوات المتقدمة التي تناسب جميع أنواع الفنانين من المبتدئين إلى المحترفين. {

## تاريخ
صدر كيوبيز أول مرة في عام 1989 كأداة لتسجيل الصوت باستخدام الحاسوب الشخصي، وكان يُعد في ذلك الوقت ابتكارًا ثوريًا في صناعة الموسيقى. بدأت شتاينبرج تطوير البرنامج في أواخر الثمانينات لتلبية احتياجات الموسيقيين والمنتجين الذين كانوا بحاجة إلى أداة مرنة وقوية في إنتاج الموسيقى باستخدام الحاسوب.
مع مرور السنوات، أصبح كيوبيز واحدًا من أكثر برامج محطة عمل الصوتيات الرقمية شهرة في العالم، وذلك بفضل استمرارية تحديثه وتطويره لإضافة ميزات جديدة متوافقة مع أحدث التقنيات في عالم الصوت والإنتاج الموسيقي. على مدار السنين، أضاف البرنامج دعمًا للأدوات الافتراضية، وتكنولوجيا MIDI، وخيارات متقدمة لتحرير الصوت، مما جعله يحظى بشعبية كبيرة بين الفنانين والمهندسين الصوتيين.

## عملية
يتميز كيوبيز بواجهة مرنة تسمح للمستخدمين بالتسجيل، المونتاج، وتحليل الصوت بطرق متعددة. العملية الأساسية تتضمن:
- التسجيل: يمكن للمستخدمين تسجيل الصوت باستخدام ميكروفونات أو أدوات موسيقية عبر واجهة MIDI. يتمكن المستخدمون من تسجيل مسارات متعددة في وقت واحد باستخدام الأجهزة الصوتية المتوافقة.
- التحرير: يوفر كيوبيز مجموعة واسعة من أدوات التحرير مثل القطع، والنسخ، واللصق، والتحويل الزمني، وكذلك إمكانية التعامل مع ترددات الصوت باستخدام أدوات تعديل pitch وتحسين الصوت.
- المزج (Mixing): يحتوي البرنامج على أداة مزج متقدمة تسمح للمستخدمين بضبط مستويات الصوت، إضافة التأثيرات، وضبط البُعد المكاني للصوت (Stereo Panning)، والتفاعل مع الأدوات الموسيقية الإلكترونية.
- الإنتاج: يمكن للمستخدمين إضافة الأدوات الافتراضية مثل البيانو، الطبول، الآلات الوترية، وأكثر، وذلك باستخدام VST Plugins المتوافقة مع البرنامج.
- التصدير: بعد إتمام العمل، يمكن تصدير المشاريع الصوتية بصيغ متعددة مثل WAV، MP3، أو ملفات صوتية أخرى حسب الحاجة.[2][3]

## إصدارات
على مر السنين، أصدرت شركة Steinberg العديد من الإصدارات التي قدمت تحسينات وإضافات جديدة، ومنها:
- الإصدار الأول (1989): كان الإصدار الأول من كيوبيز مخصصًا لأجهزة الكمبيوتر الشخصية في بيئة أتاري إس تي، وكان يعتمد على تكنولوجيا MIDI ويحتوي على مجموعة محدودة من الأدوات الصوتية.
- كيوبيزVST (1996): أضاف هذا الإصدار دعم VST (Virtual Studio Technology)، ما أتاح للمستخدمين استخدام الأدوات الافتراضية والإضافات (Plugins)، مما فتح آفاقًا جديدة في إنتاج الموسيقى.
- كيوبيزSX (2002): كان هذا الإصدار نقطة تحول كبيرة في تاريخ البرنامج، حيث أُعيد تصميم واجهته بشكل كامل وأصبح يدعم تسجيل الصوت بشكل أكبر بالإضافة إلى توفير بيئة عمل أكثر سلاسة.
- كيوبيز 5 (2009): قدم هذا الإصدار ميزات مبتكرة مثل إمكانية مزج الصوت باستخدام تقنية 64-bit، إضافة إلى أدوات لتحرير الصوت بشكل غير تدميري.
- كيوبيز 10 (2018): أضاف هذا الإصدار العديد من الأدوات الحديثة مثل "ARA 2" لتحسين التكامل بين الصوت البرمجي والبيانات الصوتية، بالإضافة إلى دعم أعمق لـ VST 3 Plugins.
- كيوبيز 12 (2022): الإصدار الأحدث قدم ميزات مثل أدوات الذكاء الاصطناعي لتحسين الإنتاج، دعم العمل عبر الشبكة، بالإضافة إلى أدوات موسيقية افتراضية جديدة.[2]برنامج كيوبيز

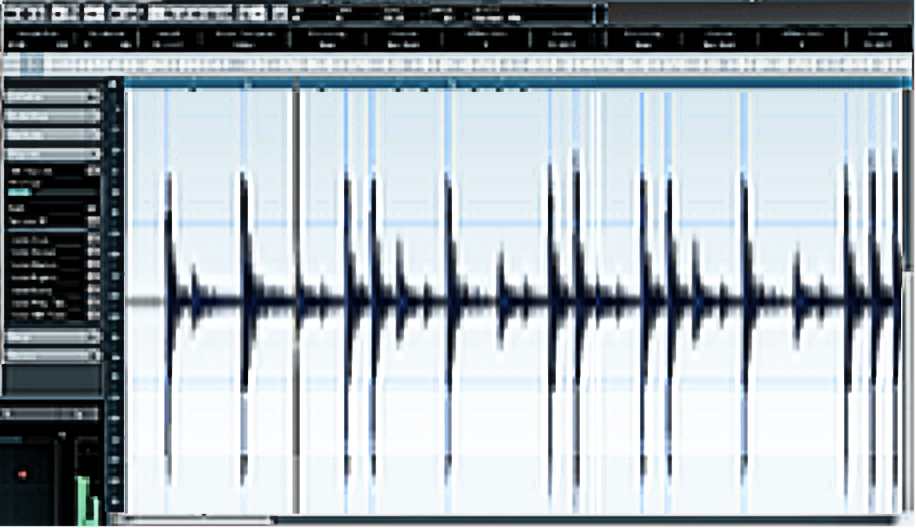
برنامج كيوبيز

## الميزات الرئيسية
دعم MIDI والصوت: كيوبيز يدعم MIDI بشكل متقدم، مما يسهل التفاعل مع الأجهزة الموسيقية المختلفة، بالإضافة إلى أدوات تحرير الصوت المتقدمة.
VST Plugins: دعم كامل لـ VST لإضافة الأدوات الافتراضية والتأثيرات الصوتية.
تحرير غير تدميري: يقدم كيوبيز إمكانية تحرير الصوت بشكل غير تدميري، مما يعني أنه يمكن تعديل الملفات الصوتية بدون التأثير على الأصل.
مميزات الإنتاج الموسيقي المتقدم: يحتوي البرنامج على العديد من الأدوات المدمجة التي تساعد في الإنتاج الموسيقي مثل أدوات التأثيرات، والتعديل الزمني، وتحسين الصوت.
دعم الأجهزة متعددة المسارات: يتيح كيوبيز للمستخدمين العمل على مشاريع متعددة المسارات باستخدام واجهات صوتية متعددة، مما يوفر القدرة على تسجيل ومزج عدة مسارات في نفس الوقت.

## الاستخدامات
يستخدم كيوبيز من قبل مجموعة متنوعة من المحترفين في صناعة الموسيقى بما في ذلك:
منتجو الموسيقى: لإنتاج مقاطع موسيقية متكاملة ومزجها.
الملحنون: لإعداد الأعمال الموسيقية الخاصة بهم باستخدام الأدوات الافتراضية.
مهندسو الصوت: لتحرير الصوت وضبطه قبل الإطلاق النهائي.
الاستوديوهات الموسيقية: كأداة أساسية لإنتاج وتسجيل وتحرير الأعمال الصوتية.